# Görel Kristina Näslund
Görel Kristina Näslund (ur. 1940) – szwedzka autorka książek dla dzieci.
W Polsce w 2008 roku nakładem Wydawnictwa Zakamarki ukazała się jej książka O zimie (oryg. Lilla vinterboken, 2005) z ilustracjami Kristiny Digman w tłumaczeniu Katarzyny Ottosson.